# پیر زانی
پیر زانی (انگلیسی: Pierre Sané؛ زادهٔ ۱۹۴۸) سیاستمدار اهل سنگال است.
زانی مدیر و مؤسس مؤسسه آفریقا را تصور کنید بود و از مه ۲۰۰۱ تا ژوئن ۲۰۱۰ به عنوان دستیار مدیرکل علوم اجتماعی و انسانی سازمان یونسکو خدمت کرد. وی از اکتبر ۱۹۹۲ تا آوریل ۲۰۰۱ دبیرکل عفو بین‌الملل بود.

## فعالیت حرفه‌ای
در دهه ۹۰ میلادی سازمان عفو بین‌الملل، با مدیریت دبیرکل زانی به گسترش خود در سطح دنیا ادامه داد و اعضای آن به بیش از ۱ میلیون نفر در ۱۵۰ کشور و خطه متفاوت افزایش یافت. این سازمان به فعالیت‌های خود در زمینه مشکلات وسیع امروزه جهان ادامه می‌داد. به‌طور مثال گروه‌هایی از آفریقای جنوبی در سال ۱۹۹۲ به این سازمان پیوسته و با پذیرش میزبانی از دبیرکل پیر زانی باعث شدند تا وی با حکومت آپارتاید مذاکره کند.
در سال ۱۹۹۵ وقتی سازمان عفو بین‌الملل سعی داشت تا نقش شرکت نفت شل را در اعدام طرفدار محیط زیست و حقوق بشر در کشور نیجریه کِن سارو ویوا را بر ملا کند متوقف شد. روزنامه‌ها و شرکت‌های تبلیغاتی از پخش تبلیغ‌های این سازمان به دلیل اینکه شِل مشتری این شرکت‌ها بود خودداری کردند. شرکت نفت شل که ادعا می‌کرد به عملیات حفاری نفت مشغول بوده است، اما پیش از این حقوق بشر در این کشور را نقض کرده بود و راه‌های پیگیری این حقوق را مسدود کرده بود. در راستای مبارزه با اقداماتی که عفو بین‌الملل در ضدیت با فعالیت‌های شل انجام می‌داد، این شرکت نیز سعی داشت تا با کارهای تبلیغاتی پیشرفت زندگی در کشور نیجریه را به فعالیت‌های خود نسبت دهد.

## زندگی‌نامه
زانی در سال ۱۹۴۸ در داکار، سنگال متولد شد. او به مدت ۱۵ سال در زمینه توسعه بین‌المللی و به‌طور متوالی به عنوان کنترل‌کننده منطقه‌ای عفو بین‌الملل و مدیر بین‌المللی سیاست و بودجه و همچنین مدیر منطقه‌ای عفو بین‌الملل در (غرب و آفریقای مرکزی) مشغول به کار بوده است. زانی برای کسب درجه دکترا در علوم سیاسی به دانشگاه کارلتون، اتاوا، در کانادا رفت. او مدرک کارشناسی ارشد خود را از این دانشگاه و مدرک مدیریت و سیاست‌های عمومی خود را از دانشکده اقتصاد لندن اخذ کرد، زانی همچنین به عنوان یک حسابدار مجاز مجوز MBA خود را از دانشکده عالی تجارت و مدیریت بازرگانی در بوردو، فرانسه دریافت کرد. او به‌طور گسترده در زمینه‌های توسعه و حقوق بشر مقالاتی منتشر کرده است. او عضو مؤسس بنیاد پان آفریقایی PANAF که یک سازمان غیردولتی است و در سراسر جهان برای ارتقاء اتحاد آفریقا فعالیت می‌کند فعال بود.
فعالیت‌های وی:
- آفریقا را تصور کنید: بنیان‌گذار و رئیس
- پیمان جهانی سازمان ملل: عضو هیئت مدیره و رئیس کارگروه حقوق بشر
- دانشگاه ملل متحد: عضو کمیته مشورتی بحراان در سازمان ملل
- مؤسسه آفریقای غربی: بنیان‌گذار و عضو هیئت مدیره (پرایا، کیپ ورد)
- عضو شورای مشاوران در امور صداقت و مسئولیت شرکت دایملر- (مرسدس بنز)

## فعالیت در استراتژی آفریقای سیاه
- زانی استراتژی آفریقای سیاه را هدایت کرد

مطالعات و تحقیقات مستقیم در مورد پیوندهای دانشگاهی در آفریقا در مقیاس کوچک با هدف نهادینه سازی موسسات دانشگاهی موئر در منطقه.
مطالعات هدایت شده با هدف توسعه و ادغام برنام تحقیقاتی در غرب آفریقا.
- سازماندهی برگزاری کنفرانس اهداکنندگان به منظور تحقیقات در جنوب صحرای آفریقا که شامل ۲۰ آژانس مالی و موسسات چندجانبه با هدف تقویت همکاری بین اهداکنندگان ایجاد کرد.
- گسترش و ارتقاء تحقیقات در منطقه آفریقا و افزایش ظرفیت منطقه‌ای برای تدوین خط مشی علم و فناوری، با این هدف که تحقیقات به بخشی جدایی ناپذیر از تلاشهای توسعه تبدیل شود.

## فعالیت در عفو بین‌الملل
زانی در اکتبر ۱۹۹۲ توسط دبیرکل عفو بین‌الملل به عنوان مدیر امور بین‌الملل این سازمان حقوق بشری منصوب شد، وی همچنین ریاست دبیرخانه عفو بین‌الملل لندن را بر عهده داشت و نماینده جنبش دولت‌ها، سازمان‌های بین‌المللی و عمومی بود. او فعالیتش را با عفو بین‌الملل در سال ۱۹۸۸ آغاز کرد.
پیر زانی در ۱۹۹۳ نماینده عفو بین‌الملل در کنفرانس جهانی حقوق بشر بود و در سال ۱۹۹۵ در کنفرانس جهانی سازمان ملل در مورد زنان در پکن نیز با همین سمت به کنفرانس رفت. وی در سپتامبر ۱۹۹۷ پس از دیدار با دبیرکل سازمان ملل، کوفی عنان، پیش‌نویس قطعنامه‌ای درمورد موضوع حقوق بشر و درگیری‌های مسلحانه را به شورای امنیت سازمان ملل متحد و اعضای این سازمان ارائه کرد. در هر دو جلسه شورای امنیت، پیر زانی تأکید کرد که توجه به مباحث حقوق بشر نه تنها می‌تواند هشدار زودهنگام درگیری بالقوه را فراهم کند بلکه شانس برقراری صلح پایدار را نیز افزایش خواهد داد. وی همچنین خطاب به شورای دائمی سازمان کشورهای آمریکایی (واشینگتن) خواستار توقف مجازات اعدام در قاره آمریکا (۱۹۹۸) شد. در سال ۱۹۹۸، پیر زانی با هدف توجه پنجاهمین سالگرد اعلامیه جهانی حقوق بشر، توجه جهانی را به تهدیدات موجود علیه مدافعان حقوق بشر در بسیاری از کشورها معطوف کرد. وی همچنین ریاست اجلاس مدافعان حقوق بشر در دسامبر سال ۱۹۹۸ را در پاریس برعهده گرفت و از جامعه جهانی خواست تا خود را به ارزشها و اصول اعلامیه جهانی حقوق بشر تطبیق دهند.
تحت رهبری وی، عفو بین‌الملل با معرفی برنامه‌ریزی استراتژیک، ارزیابی، ممیزی داخلی، جمع‌آوری صندوق مرکزی و پاسخ به بحران‌ها سازماندهی مجدد شد. او یک تیم مدیریتی جدید برای تنظیم هوش مصنوعی در برابر چالش‌های جدید را راه اندازی کرد و با گریز از ساختن دفاتر مرکزی دفاتر سازمان را در کشورهای درگیر منازعات گشود.

## فعالیت در یونسکو
پیر رانی به عنوان دستیار مدیر کل در علوم اجتماعی و انسانی مسئول توسعه، اجرا و ارزیابی برنامه‌هایی از قبیل:
- تحقیق در زمینه سیاست علوم اجتماعی (مهاجرت بین‌المللی و سیاست‌های چند فرهنگی، همکاری بین‌المللی در علوم اجتماعی، جوانان و ورزش)
- حقوق بشر و فلسفه (حقوق بشر و توسعه، جنسیت و حقوق زنان، نژادپرستی و تبعیض)
- اخلاق علم و فناوری (اخلاق زیستی، اخلاق علمی و اخلاق محیط زیست)

## آفریقا را تصور کنید
زانی بنیان‌گذار و رئیس اندیشکده آفریقا را تصور کنید می‌باشد، هدفش تقویت روابط و بهبود سیاست‌های تحقیقاتی و عمومی در آفریقا است. به ویژه این مؤسسه در حال حاضر مشغول راه اندازی یک مجمع جدید در زمینه همکاری و مشارکت آفریقا و آسیا می‌باشد. در نوامبر ۲۰۱۵ این اندیشکده بخشی از برنامه خود را به مشارکت‌های نوظهور در آفریقای جنوبی اختصاص داد. انجمن مشابهی نیز در مارس ۲۰۱۶ برای مشارکت آفریقا در آمریکای لاتین پیش‌بینی شده است. سایر حوزه‌های تمرکز این مؤسسه شامل ادغام منطقه ای و عدم تمرکز در آفریقا می‌باشد. این مؤسسه در پاریس و داکار مستقر است.